# Tomomi Abiko
Tomomi Abiko (jap. 我孫子 智美, Abiko Tomomi; * 17. März 1988 in Kusatsu) ist eine japanische Leichtathletin, die sich auf den Stabhochsprung spezialisiert hat.

## Sportliche Laufbahn
Erste internationale Erfahrungen sammelte Tomomi Abiko bei den Jugendweltmeisterschaften 2005 in Marrakesch, bei denen sie im Finale mit übersprungenen 3,80 m den zehnten Platz belegte. 2006 erreichte sie bei den Juniorenweltmeisterschaften in Peking mit 4,00 m den siebten Platz. 2009 gewann sie bei den Ostasienspielen in Hongkong mit 3,90 m die Bronzemedaille hinter der Südkoreanerin Lim Eun-ji und Li Ling aus China. 2010 gewann sie mit einer Höhe von 4,15 m Bronze bei den Asienspielen in Guangzhou hinter den Chinesinnen Li Caixia und Li Ling. Im Jahr darauf scheiterte sie bei den Asienmeisterschaften in Kōbe an der Anfangshöhe von 4,00 m. 2012 qualifizierte sie sich für die Olympischen Spiele in London, bei denen sie mit 4,25 m in der Qualifikation ausschied.
2014 gewann sie bei den Hallenasienmeisterschaften in Hangzhou mit neuem Hallenrekord von 4,30 m die Goldmedaille und bei den Asienspielen im südkoreanischen Incheon gewann sie mit 4,25 m die Silbermedaille hinter der Chinesin Li Ling. 2015 gewann sie bei den Asienmeisterschaften in Wuhan mit 4,20 m die Bronzemedaille hinter den Chinesinnen Li Ling und Xu Huiqin. 2016 gewann sie bei den Hallenasienmeisterschaften in Doha mit 4,15 m die Bronzemedaille hinter Li Ling und deren Landsfrau Ren Mengqian. 2017 schied sie bei den Asienmeisterschaften in Bhubaneswar ohne eine gültige Höhe aus.
In den Jahren 2008, von 2010 bis 2012 sowie 2017 wurde Abiko japanische Meisterin im Stabhochsprung.